# Aston Martin AM 310 Vanquish
De Aston Martin AM 310 Vanquish, ook wel afgekort tot Aston Martin Vanquish, is een sportwagen van het Britse sportwagenmerk Aston Martin. De Vanquish is de opvolger van de Aston Martin DBS en dus het topmodel van Aston Martin.

## Technische gegevens
De AM 310 Vanquish maakt gebruik van een zesliter V12 die ook in de DBS werd gebruikt. Deze motor heeft enkele kleine aanpassingen ondergaan, zoals grotere gasklephuizen en andere inlaatspruitstukken en luchtfilterbehuizingen. Ook is er een lichtere brandstofpomp gemonteerd die meer benzine naar de motor kan pompen. Het resultaat van dit alles is een totaal vermogen van 573 pk en een koppel van 620 Nm bij 5500 rpm. Het vermogen vindt zijn weg naar de achterwielen via een sequentiële zesversnellingsbak waarvan het gedrag, samen met dat van de vering, door de bestuurder is aan te passen met Adaptive Damping System (ADS).
De geventileerde keramische remschijven worden geleverd door Brembo. De voorste remschijven meten 398 mm en beschikken over zes zuigers. De achterste meten 360 mm en hebben vier zuigers. De AM 310 rolt op Pirelli P-Zero-banden om standaard 20-inch velgen.

## Prestaties
De AM 310 Vanquish gaat vanuit stilstand naar 100 km/u in 4,1 seconden en de topsnelheid ligt op 295 km/u, wat relatief laag is vergeleken met zijn concurrenten.